# نبرد دریاچه رگیلوس
نبرد دریاچه رگیلوس یکی از نخستین نبردهای حماسی جمهوری روم بود که میان قبایل لاتین به‌سرکردگی اکتاویوس مامیلیوس و پدرزنش لوکیوس تارکوئینیوس متکبر از یکسو و قوای جمهوری روم از سوی دیگر روی داد. درباب سال وقوع این جنگ میان مؤرخان اتفاق نظر وجود ندارد: برمبنای تاریخ‌نگاری تیتوس لیویوس، این جنگ باید در ۴۹۹ ق.م. روی داده باشد اما عموماً سالش را ۴۹۶ ق.م. می‌دانند.

## تاریخ نبرد
تیتوس لیویوس، مؤلف از پیدایش روم، می‌گوید که این جنگ در سال کنسولی تیتوس اِبوتیوس و گایوس وتوسیوس روی داده (۴۹۹ ق. م) اما متذکر می‌شود که برخی وقوع جنگ را در سال کنسولی آئولوس پستومیوس و تیتوس ورگینیوس می‌دانند که در اینصورت در ۴۹۶ ق.م. روی داده‌است.

## پیش‌درآمد
طبق روایت تیتوس لیویوس، تارکوئینیوس متکبر، پس از خلعش از پادشاهی روم و اخراجش از شهر در ۵۰۹ ق.م. به دولت‌شهرهای متعددی متوسل شد تا حکومت نوپای جمهوری را سرنگون کند و تاج‌وتختش را بازپس بگیرد. او ابتدا به دولت‌شهرهای تارکوئینیئی و ویئی متوسل شد ایشان را به جنگ با جمهوری برانگیخت، اما در نبردی که روی داد شکست یافت (۵۰۹ ق. م) پس از آن به لارس پورسنا، پادشاه کلوسیوم، پناهنده شد و او نیز با قوای بزرگی روم را در محاصره گرفت. لیکن شجاعت و جانفشانی رومیانی چون هوراتیوس کوکلس و موکیوس اسکایه‌ولا و کلوئلیا در پاسداری از جمهوری او را تحت‌تأثیر قرار داد و واداشت تا دست از محاصرهٔ روم بکشد و حتی دوست رومیان گردد. پس تارکوئینیوس متکبر با خاندانش به دولت‌شهر توسکولوم، تحت سلطهٔ دامادش اکتاویوس مامیلیوس، پناهنده شد. مامیلیوس چند سال را در تدارک جنگی بزرگ برضد روم سپری کرد و لاتینان را (همسایگان جنوبی روم که خود نیز جزو آنان بود) برای جنگ با جمهوری روم برانگیخت. به‌گفتهٔ تیتوس لیویوس، وقتی رومیان از یکسو نگران جنگ احتمالی با سابینان بودند، مامیلیوس از آنسو سی دولت‌شهر لاتین را برضدشان برانگیخته بود. برای همین، رومیان برای اولین‌بار به فکر نصب یک دیکتاتور افتادند و تیتوس لارکیوس و اسپوریوس کاسیوس را به‌ترتیب به‌عنوان دیکتاتور و ارباب سواران نصب کردند. مشکل رومیان نداشتن تجربهٔ جنگی دو کنسول نبود، بلکه ظنین بودند که یکی از آنان با جناح تارکوئینیان همراهی و همدلی می‌کند. هم رومیان و هم لاتینان کوشیدند خَلق‌های همجوار را جلب خویش کنند و برای همین سفرایی به دولت‌شهرهای مجاور فرستادند. لیکن اتروسکان و ولسکیان و هرنیکیان و روتولان همگی از مشارکت در جنگ احتمالی اجتناب کردند و با هیچ‌یک از دو طرف متحد نشدند. سرانجام، در ۴۹۹ یا ۴۹۶ ق.م. وقتی جنگ با لاتینان قطعی شد، رومیان آئولوس پستومیوس و تیتوس اِبوتیوس را به‌ترتیب دیکتاتور و ارباب سواران کردند و ۲۴ هزار پیاده و یک هزار سوار در چهار لژیون گرد آمدند و قوای لاتینان نیز بالغ‌بر ۴۰ هزار پیاده و ۳ هزار سوار بودند. رومیان نیمی از لژیون‌هایشان را در حد فاصل روم و توسکولوم جای دادند (یکی به سرداری دیکتاتور پستومیوس و دیگر به‌سرداری ورگینیوس) تا مراقب تحرکات لاتینان باشند و دو لژیون نیز در روم ماندند ــ یکی به‌سرداری ابوتیوس و دیگر به‌سرداری آئولوس سمپرونیوس.
با توجه به قلت عددی رومیان، لاتینان حرکت به‌سوی رومیان را آغازیدند و البته روی قوای کمکیِ درحال حرکت از آنتسیو نیز حساب کرده بودند. دیکتاتور پستومیوس می‌ترسید که ولسکیانِ دیگر نیز از کار اهالی آنتسیو تقلید کنند، پس دو لژیونِ باقی‌مانده را نیز از روم فراخواند و مردانش را میان دریاچه رگیلوس و کوه جای داد.

## نبرد

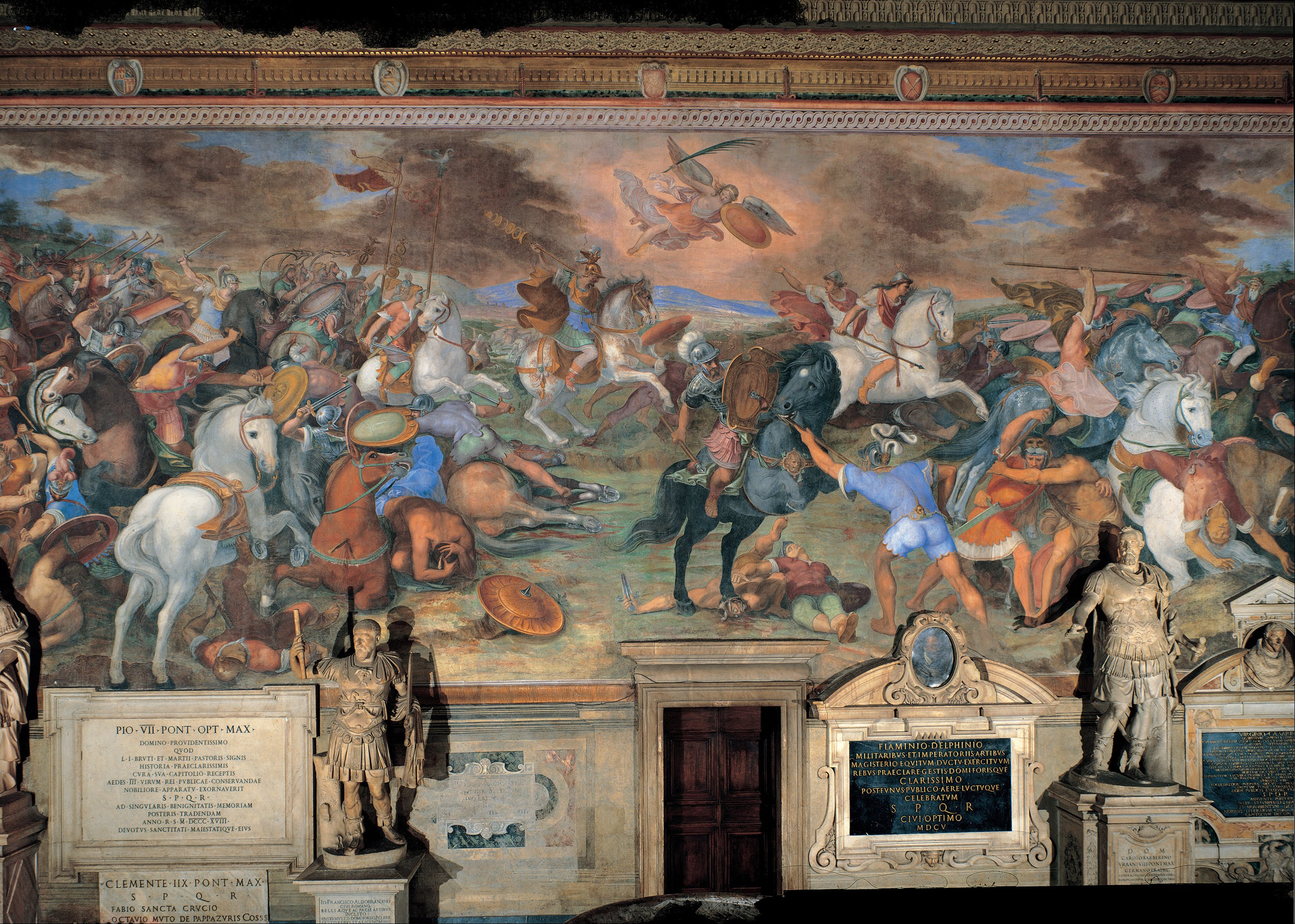
نگاره‌ای از جنگ دریاچه رگیلوس، اثر توماسو لائورتی، واقع در رم، موزه‌های واتیکان.

چون رومیان شنیدند که خاندان منفور شاه مخلوع در سپاه لاتینان هستند، دلاوری و خشمی بسیار یافتند و از سویی تارکوئینیان این جنگ را آخرین فرصت خود برای بازیابی تاج‌وتخت روم و سرنگونی جمهوری نوپای روم می‌دانستند. پس جنگی که روی داد از تمام جنگ‌های پیشین رومیان خونبارتر بود، چنان‌که سرداران به‌تن خویش در نبرد حضور می‌یافتند و کمتر سردار یا مِهتری از هر دو سپاه بود که زخمی نشود، الا دیکتاتور روم. ابتدا تارکوئینیوس متکبر، که دیگر پیر شده بود، دیکتاتور روم را شناخت و اسبش را به‌سمتش مهمیز زد، لیکن از پهلو نیزه خورد و افرادش او را به عقبهٔ سپاه بردند. سپس تیتوس ابوتیوس بر اکتاویوس مامیلیوس تاخت و مامیلیوس نیز اسبش را به‌سویش مهمیز زد که در این دوئل آن رومی بازویش شکافته شد و مامیلیوس از سینه مجروح شد و افرادشان هریک را به عقب جبهه بردند. ابوتیوس نتوانست جنگش را پی‌گیرد؛ پس از حربگاه خارج شد لیکن مامیلیوس به نبرد بازگشت. در این میان، لاتینان شروع به عقب‌نشینی کردند و مامیلیوس برای مقابله با این وضعیت گردان سلطنت‌طلبان و تبعیدیان رومی تحت امر تیتوس تارکوئینیوس، تنها پسر بازماندهٔ شاه مخلوع، را به معرکه خواست. این گردان، خشمگین از غصب اموال شاه به‌دست جمهوری‌خواهان و از تبعیدش از میهن، با حمیت بیشتری جنگید و از شکست لاتینان جلوگیری کرد. مارکوس والریوس، برادر پوبلیوس والریوس پوبلیکولا، با دیدن پسر پادشاه مخلوع برانگیخته شد و چنان خواست که همان‌طورکه افتخار بیرون راندن خاندان شاه در ۵۰۹ ق.م. متعلق به خاندان خودش بود، افتخار کشتن آنان نیز از آنِ خاندانش باشد. پس با قدرت بر تیتوس تارکوئینیوس تاخت. تیتوس به میان مردانش عقب نشست اما والریوس همچنان ادامه داد و به قلب دشمن زد که مجروح و کشته شد. با کشته شدن چنین مهره‌ای رومیان ضعف نشان دادند و عقب‌نشستند. دیکتاتور پستومیوس گارد محافظانش را فرمود که هر رومی را در حال فرار می‌بینند دشمن بپندارند و به قتل برسانند. رومیان، که خود را میان دشمن و محافظان دیکتاتور گرفتار می‌دیدند، از فرار دست کشیدند و جنگ را پی گرفتند؛ گارد دیکتاتور نیز وارد نبرد شد و به‌لطف تازه‌نفسی‌اش گردان تبعیدیان رومی را قتل‌عام کرد. مامیلیوس چون کار را چنین دید، نیروهای ذخیره را برداشت و بار دیگر وارد معرکه شد تا گردان مزبور را نجات دهد. تیتوس هرمینیوس، از سرداران روم، مامیلیوس را دید و شناخت و با وی درآویخت و از پایش درآورد، لیکن وقتی داشت غنایم آن سردار لاتین را برمی‌گرفت، به نیزه‌ای مجروح شد و مُرد. حالا دیگر پیاده‌نظام روم فرسوده شده بود؛ پس دیکتاتور سواران را فرمود از اسبان به پایین شوند و به کمک پیادگان بشتابند. ایشان اطاعت کردند و هرچند در نظام طبقاتی روم طبقهٔ سواران شأن اجتماعی بالاتری نسبت‌به پیادگان (عمدتاً متشکل‌از توده‌ها و شهروندان معمولی) داشت، از اسبان پریدند و به خط مقدم شتافتند و سپرهایشان را ازبهرِ پیادگان گرفتند. این کار روحیهٔ پیاده‌نظام را بالا برد، چه می‌دیدند که سواران نیز در مصائب جنگی ایشان شریکند. با این اتحاد لاتینان را هزیمت کردند. سپس سواران بار دیگر بر اسبان نشستند و به‌تعقیب دشمنِ متواری پرداختند و لشکرگاهشان را متصرف شدند.

## پیامدها
این شکست به جاه‌طلبی لاتینان پایان داد و آنان را منقاد جمهوری روم ساخت، چنان‌که چند سال بعد (۴۹۵ ق.م.) وقتی ولسکیان پنهانی رسولانی به دولت‌شهرهای لاتین فرستادند تا آنان را بر جنگ دوباره با روم تحریض کنند، لاتینان چنان از شکست رگیلوس متأثر بودند که از این دعوت به جنگِ دوباره با رومیان برآشفتند و رسولان را ــ خلاف عرف معمول ــ دستگیر کرده به روم فرستادند و رومیان را آگاه کردند که «ولسکیان پنهانی برضد شما تهیه‌ی جنگ می‌بینند.» سنای روم از این افشاگری و باوفایی لاتینان چنان خرسند شد که شش هزار اسیرِ لاتینِ نبرد رگیلوس را بدیشان بازپس داد. لاتینان نیز در پاسخ تاجی زرین پیشکش معبد ژوپیتر کردند و آن اسیران به روم نزد اربابان سابقشان بازگشتند تا از مهربانی رومیان در دوران اسارتشان سپاس‌داری کنند. تیتوس لیویوس می‌گوید که تا این تاریخ چنین وحدتی میان دو خَلق رومی و لاتین سابقه نداشت. دو سال بعد در ۴۹۳ ق.م، کنسول اسپوریوس کاسیوس به‌نیابت از دولت روم با لاتینان معاهده‌ی صلحی موسوم‌به «معاهده‌ی کاسیوسی» منعقد کرد که روابط دولت روم با همسایگان لاتینش را بیش‌ازپیش مستحکم کرد.

## رویدادهای جانبی
طبق افسانه‌ها، کاستور و پولوکس در این نبرد در سپاه روم شرکت داشتند و رومیان را نصرت کردند، چنان‌که دیکتاتور در خلال جنگ نذر کرد که در صورت پیروزی معبدی ازبهر آنان بسازد. پس از مرگش و بنای معبد مزبور در فروم روم، پسر دیکتاتور به‌عنوان دوئوم‌ویر نصب شد و معبد را افتتاح کرد.
در این جنگ، جوانی اشرافی به‌نام نیائئوس مارکیوس، که بعدها به‌سبب نقشش در تصرف دولت‌شهر کوریولی ملقب‌به کوریولانوس شد، نیز شرکت داشت. او در این جنگ با نجات دادن یک شهروند رومی شجاعت خویش را ثابت کرد و مفتخر به دریافت نشان تاج مدنی شد.